# Gulltopp

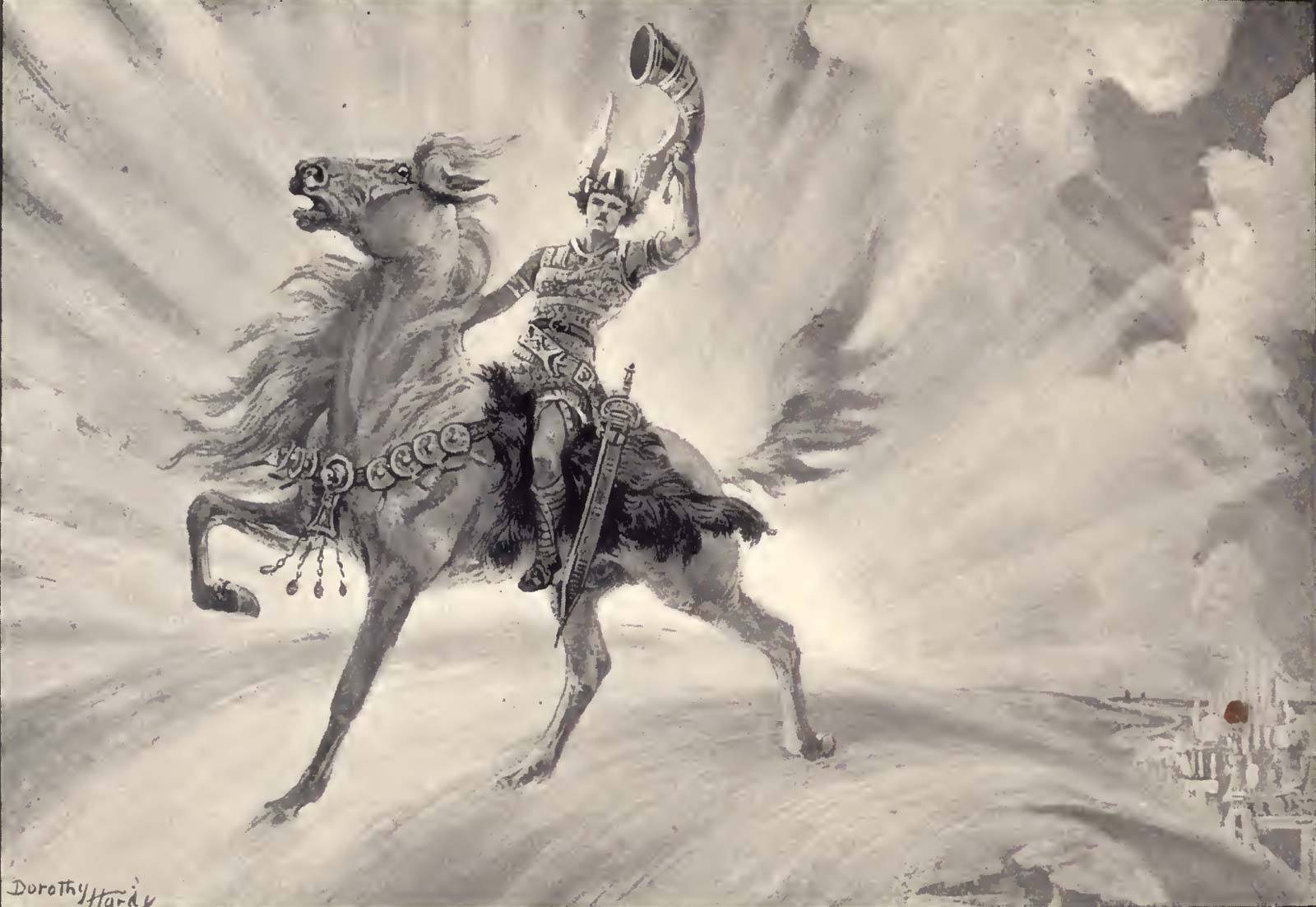
Heimdal på Gulltopp.

Gulltopp (fornvästnordiska Gulltoppr eller Golltoppr; "Guldlugg") var i nordisk mytologi en av asagudarnas hästar. Enligt Snorre Sturlasson var det guden Heimdall som ägde hästen.

## Källskrifterna
I Grímnismál 30 i Den poetiska Eddan omtalas tio hästar som asarna rider varje dag då de skall fara till doms vid Yggdrasil. Vilka gudar som rider de olika hästarna omtalas inte.
| Glad och Gylle, Glä och Skeidbrime, Silvertopp och Sine, Gisel och Falhovne, Gulltopp och Lättfjät: asarna rida de öken på sin dagliga färd, då de fara att döma vid asken Yggdrasil. | Glaðr ok Gyllir, Glær ok Skeiðbrimir, Silfrintoppr ok Sinir, Gísl ok Falhófnir, Gulltoppr ok Léttfeti, þeim ríða æsir jóm dag hvern, er þeir dæma fara at aski Yggdrasils. |  |

Samma strof återberättas på prosa i Gylfaginning 15 i Snorres Edda. Snorre nämner hästarna i exakt samma ordning som de förtecknas i Grímnismál, men har lagt till en häst, nämligen Sleipner, så att antalet nu blir elva. Kanske skulle det ha varit tolv, men "Balders häst brändes med honom", och Tor saknar häst. Han får, säger Snorre, gå till fots till domplatsen.
Att det var Heimdall som ägde Gulltopp omtalas på tre ställen i Snorres Edda. I Gylfaginning 27 ger Snorre en kort biografi över Heimdall, där han bland annat skriver: "Han [=Heimdall] heter också Hallinskide och Gyllentann: hans tänder var av guld. Hans häst heter Gulltopp." I Gylfaginning 49 berättar Snorre hur gudarna i procession färdas till Balders begravning. Om Heimdall skriver han: "Heimdall red på hästen som heter Gulltopp." Men Snorres källa för denna uppgift är Ulf Uggasons dikt Húsdrápa, och där står det bara att Heimdall kom ridande – hästens namn nämns inte. I Skáldskaparmál 8, slutligen, går Snorre igenom vilka kenningar som kan användas för att känneteckna Heimdall. En av de kenningar som nämns är "Gulltopps ägare".
"Gulltopp" nämns som hästnamn också i Torgrimstulan, som finns i Skáldskaparmál 58, samt i namntulornas hästnamnsförteckning, men det är endast Snorre som förknippar Gulltopp med Heimdall. Rudolf Simek gissar att det var Snorre själv som i systematiseringsiver gjorde den sammankopplingen. Kanske associerade han namnet Gulltoppr till Heimdalls namn Gullintanni ("Guldtand").